# صلاة الحاجة

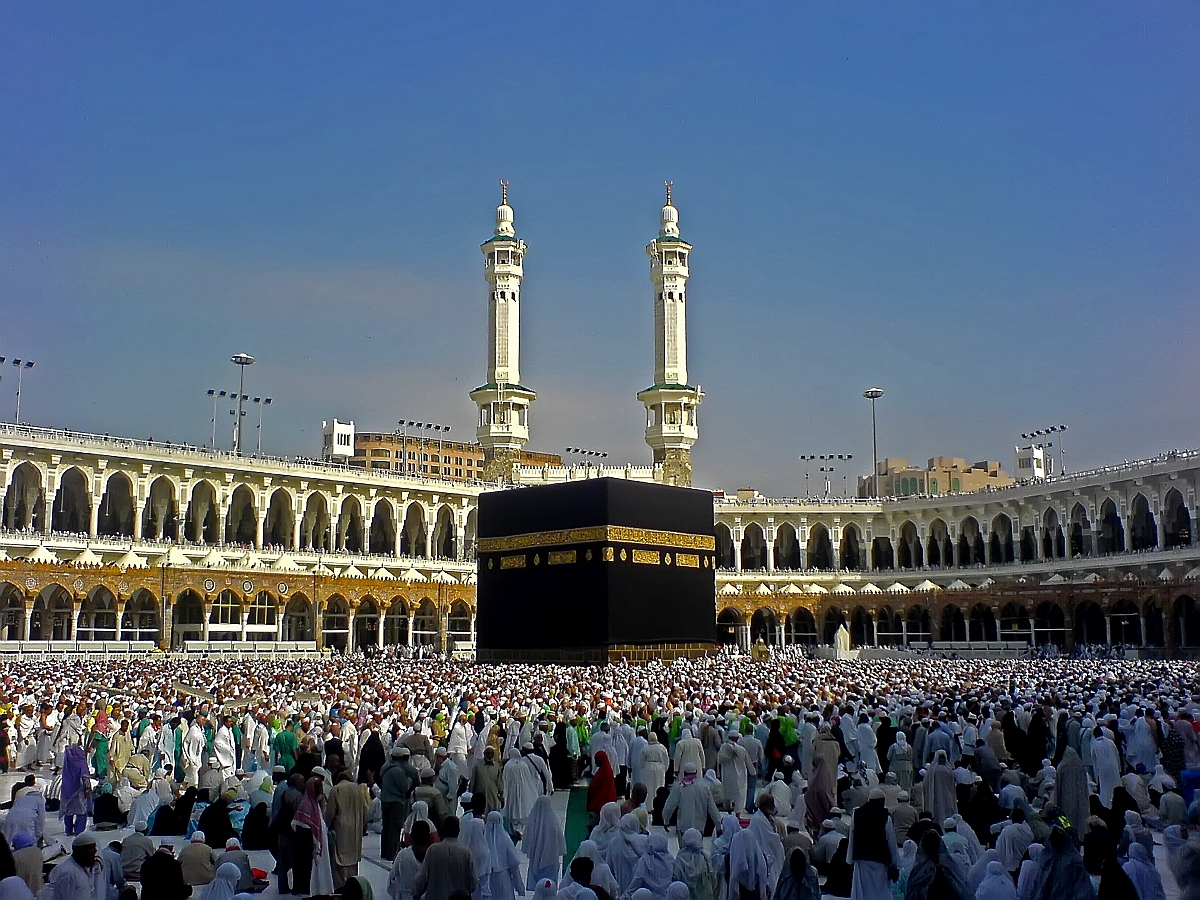

صلاة قضاء الحاجة أو صلاة الحاجة هي صلاة يصليها المسلمون طلبًا لقضاء حوائجهم من الله -عزّ وجلّ-. والأحاديث التي وردت فيها هذه الصلاة قال علماء الحديث أنها غير صحيحة، وهم أربعة أحاديث؛ منها حديثان موضوعان، وحديث ضعيف جدًا، وحديث ضعيف.

## نص الحديث[2]
روي عن عبد الله بن أبي أوفى أن رسول اللّه ﷺ قال: 
| صلاة الحاجة | قال: قال رسول الله: من كانت له إلى الله حاجة أو إلى أحد من بني آدم فليتوضأ فليحسن الوضوء ثم ليصل ركعتين ثم ليثن على الله وليصل على النبي ﷺ، ثم ليقل : لا إله إلا الله الحليم الكريم ، سبحان الله رب العرش العظيم ، الحمد لله رب العالمين ، أسألك موجبات رحمتك ، وعزائم مغفرتك ، والغنيمة من كل بر ، والسلامة من كل إثم ، لا تدع لي ذنبا إلا غفرته ، ولا هما إلا فرجته ، ولا حاجة هي لك رضا إلا قضيتها يا أرحم الراحمين | صلاة الحاجة |

قال ابن عثيمين: «صلاة الحاجة ليس لها دليل صحيح عن النبي ﷺ، ولكنه يروى أنه إذا حزنه أمر فزع إلى الصلاة؛ لقوله تعالى: ﴿وَاسْتَعِينُوا بِالصَّبْرِ وَالصَّلاةِ وَإِنَّهَا لَكَبِيرَةٌ إِلَّا عَلَى الْخَاشِعِينَ﴾»

## صلاتا التوبة والاستخارة
اعتبر البعض أن صلاة التوبة وصلاة الاستخارة من ضمن صلاة الحاجة، فقال ابن باز معلّقًا على هذا حديث صلاة التوبة: «ويسمى أيضًا صلاة الحاجة.»، وسُئِلَ ابن باز عن صلاة الحاجة فأجاب: «إن كان أراد بذلك صلاة الاستخارة صحيحة، أراد بذلك صلاة التوبة، الذي يذنب ثم يتطهر ويصلي ركعتين ويتوب؛ فهذا صحيح.»